# Daniel Fishman
Daniel Fishman (Bradford, 5 luglio 1961) è uno scrittore e saggista italiano.

## Biografia
Nasce a Bradford, in Gran Bretagna, da una famiglia ebraica di origine egiziana, e si trasferisce a Milano nel 1964, dove risiede tuttora.
Si laurea in Lettere Moderne (indirizzo storico contemporaneo) con il professor Enrico Decleva presso l'Università degli studi di Milano. Sempre in ambito universitario, fonda Clio, l’Associazione dei Laureati in Discipline Storiche.
Molto attivo nell'ambito della comunità ebraica milanese, nel 1986 diviene direttore del Bollettino, la rivista mensile della comunità stessa. Successivamente, diviene consigliere nazionale dell'UCEI (Unione delle Comunità Ebraiche Italiane).
Fishman è autore di diversi romanzi e saggi, i cui temi sono legati in particolare al Medio Oriente ed alla storia ebraica. Il suo primo romanzo, Il Chilometro d'Oro, ricostruisce appunto il mondo multiculturale degli italiani d'Egitto nella prima metà del novecento, mentre il secondo, La Lotteria dei Milioni, racconta uno dei primi grandi scandali sportivi italiani, quello relativo ad una combine al Gran Premio di Tripoli del 1933.
I saggi invece riguardano prevalentemente la storia ebraica, italiana ed estera. Su questo tema, ha curato anche diverse mostre, eventi culturali ed interreligiosi .
Nel 2023 partecipa, come storico, in occasione della Giornata della Memoria, al docufilm di Rai 5 "Culture ebraiche lungo la Via Emilia". 

## Comunicazione pubblica e politica
All’attività letteraria affianca il lavoro di comunicazione nell’ambito delle campagne elettorali, tra le quali:
Oscar Giannino nel 2013 
Stefano Bonaccini in Emilia-Romagna nel 2020 
Raffaele Fitto in Puglia nel 2020 
Letizia Moratti in Lombardia nel 2023 
Matteo Lepore a Bologna nel 2021 
Gaetano Manfredi a Napoli 

## Opere
- Il chilometro d'oro. Il mondo perduto degli italiani d'Egitto, Guerini, 2006. ISBN 8883357434[16]
- Il grande nascondimento: la straordinaria storia degli ebrei di Mashad, La Giuntina, 2015. ISBN 9788880575894
- La lotteria dei Milioni. Combine al Gran Premio di Tripoli 1933, People, 2022. ISBN 9791259790477
- Gli Ebrei d’Emilia-Romagna: voci, luoghi e percorsi, Pendragon 2018. ISBN 978-88-6598-975-3
- Le classi invisibili: le scuole ebraiche in Italia dopo le leggi razziste, 1938-1943, Il Prato 2018. ISBN 8863364826
- Jadidim: the extraordinary story of a hidden Jewish community in Persia, Pendragon, 2019. ISBN 978-8833641133
- Jews of Egypt - Ebrei d'Egitto:1869-1956 , Salomone Belforte Editore, 2024. ISBN 978-88-7467-233-2
- El kilometr el dahaby. El alam el mafkood lel italeyin al mesreyin, Centro Nazionale per la Traduzione Egitto, 2018. ISBN 978-977-92-1326-2